# Evan Oberg
Evan Oberg (ur. 16 lutego 1988 w Forestburgu) – kanadyjski hokeista, zawodnik grającej w AHL drużyny Norfolk Admirals i Tampa Bay Lightning w NHL.

## Kariera klubowa
- Manitoba Moose (2009–2011)
- Vancouver Canucks (2010–2011)
- Rochester Americans (2011)
- Norfolk Admirals (od 2011)
- Tampa Bay Lightning (od 2012)